# Josef Votava
Josef Votava (31. října 1927, Praha - 17. listopadu 2002, Praha) byl český volejbalista, který reprezentoval Československo. S jeho reprezentací získal titul mistra Evropy v roce 1948. Měl ve své sbírce též dvě stříbra z mistrovství světa (1949, 1952) a stříbro z evropského šampionátu (1950). Za národní tým nastupoval v letech 1948-1953. Hrál za kluby SO Starý Ostrov, Sokol Dynamo Slavia, ATK Praha a Dynamo Praha. S ATK získal dva tituly mistra Československa (1950, 1951).
Jako řada jiných pražských volejbalistů začínal s odbíjenou v trampské a zahrádkářské komunitě na libeňském ostrově, jeho otec byl kustodem tamních kurtů. Vedle sportovní kariéry pracoval jako konstruktér, při zaměstnání vystudoval v roce 1960 strojařinu na ČVUT, v roce 1963 se tamtéž stal odborným asistentem na Katedře obráběcích a tvářecích strojů, později získal též titul docenta a kandidáta věd. Na ČVUT učil a vědecky pracoval až do odchodu do důchodu v roce 1993.